# ぷよぷよのうた
『ぷよぷよのうた』とは、2009年7月29日に発売されたあんどうりんご（CV:今井麻美）の1stシングルである。
セガのゲーム『ぷよぷよ7』の主題歌で、歌唱するあんどうりんごは当作品の登場キャラクターであり、主人公でもある。

## 解説
- 作詞:細山田水紀[2]、作曲・編曲:安倍栄基[3]。
- 歌詞は全てひらがなである。
- 収録されている曲は全て『ぷよぷよのうた』で、それぞれバージョン違いがヴォーカルあり4種類とヴォーカルなしのカラオケ2種類が収録されている他、PVがボーナス・トラックとして収録されている。

## 収録曲
1. ぷよぷよのうた
  - 1番まで流れるバージョン。実際に『ぷよぷよ7』のスタッフ・ロールで使用されているのはこのバージョンである。後に『ぷよぷよ7 オリジナル・サウンド・トラック』にも収録された。
2. ぷよぷよのうた（フル・バージョン）
  - 最後（2番）まで流れるバージョン。
3. ぷよぷよのうた（リミックス）
  - 別アレンジで、最後（2番）まで流れるバージョン。
4. ぷよぷよのうた（カラオケ）
5. ぷよぷよのうた（フル・バージョン、カラオケ）
6. ぷよぷよのうた（ベリー・ショート・バージョン）
  - 最初のサビまでのバージョン。
7. ぷよぷよのうたPV

## その他のバージョン
他にも以下のアレンジバージョンが存在する。
ぷよぷよのうた（ショート・バージョン）
「ベリー・ショート・バージョン」と同じく、最初のサビまでのバージョンであるが、 それと違い1番の直前まで流れる。他のバージョンと違い、フェード・アウトする形で終わる。現在このバージョンは公式HPでのみ聞くことができる。
ぷよぷよのうた（コトリンゴCMバージョン）
その名の通り、コトリンゴがカバーしCMで使用されたバージョン。編曲（アレンジ）も本人が手がけている。後に『ぷよぷよ7 オリジナル・サウンド・トラック』にも収録されたが、何故か「あんどうりんご（今井麻美）」名義になっている。
ぷよぷよのうた（ゲームバージョン）
ゲーム『ぷよぷよ!! Puyopuyo 20th anniversary』（以下『ぷよぷよ!!』）に収録。インスト曲。りんごのテーマであり、対戦相手がりんご時のBGMとして流れる。2012年2月4日発売の『ぷよぷよ!!オリジナルサウンドトラック』にも収録された。また、『ぷよぷよ!!アニバーサリーサウンドコレクション』にも収録されている。
ぷよぷよのうた（ピコピコミックス）
『ぷよぷよ!!』に収録。テクノテイストに編曲されている。編曲者は幡谷尚史。2012年2月4日発売の『ぷよぷよ!!オリジナルサウンドトラック』にも収録された。
ぷよぷよのうた（ピコピコミックス（フルバージョン））
上記「ぷよぷよのうた（ピコピコミックス）」のフルコーラス。テクノテイストに編曲されている。編曲者は幡谷尚史。2012年2月4日発売の『ぷよぷよ!!オリジナルサウンドトラック』に収録された。ゲーム『ぷよぷよテトリス』の有料DLCのBGMとしても配信されている。
ぷよぷよのうた（3+1スペシャルバージョン）
『ぷよぷよ!!アニバーサリーサウンドコレクション』に収録。りんご（今井麻美）に加え、アルル（園崎未恵）、アミティ（菊池志穂）、ウィッチ（佐倉薫）の四人で歌っている。フルバージョンで、アレンジはオリジナルと同じである。
ぷよぷよのうた（ロックバージョン）
2013年3月27日発売の『ぷよぷよ ヴォーカルトラックス』に収録。ロックテイストに編曲されている。編曲者はむらさきひろふみ。りんご（今井麻美）が歌うボーカルバージョンと、カラオケバージョンが共に収録されている。